# 奧里恩特公園 (佛羅里達州)
奧里恩特公園（英語：Orient Park）是位於美國佛羅里達州希爾斯波羅縣的一個非建制地區。該地的面積和人口皆未知。

## 地理
奧里恩特公園的座標為27°58′20″N 82°22′23″W / 27.97222°N 82.37306°W，而該地的平均海拔高度為10米（即33英尺）。